# Autheuil-Authouillet
Autheuil-Authouillet – miejscowość i gmina we Francji, w regionie Normandia, w departamencie Eure.
Według danych na rok 1990 gminę zamieszkiwało 737 osób, a gęstość zaludnienia wynosiła 63 osoby/km² (wśród 1421 gmin Górnej Normandii Autheuil-Authouillet plasuje się na 324. miejscu pod względem liczby ludności, natomiast pod względem powierzchni na miejscu 259).